# Козе (Тарн и Гарона)
Козе (фр. Causé) насеље је и општина у јужној Француској у региону Миди Пирене, у департману Тарн и Гарона која припада префектури Кастелсаразен.
По подацима из 2011. године у општини је живело 139 становника, а густина насељености је износила 14,91 становника/km². Општина се простире на површини од 9,32 km². Налази се на средњој надморској висини од 236 метара (максималној 278 m, а минималној 125 m).

## Демографија
| 1962. | 1968. | 1975. | 1982. | 1990. | 1999. | 2011. |
| ----- | ----- | ----- | ----- | ----- | ----- | ----- |
| 161   | 180   | 166   | 152   | 142   | 127   | 139   |

График промене броја становника у току последњих година